# Колле-Санта-Лучія
Колле-Санта-Лучія (італ. Colle Santa Lucia, вен. Col Santa Łuçia) — муніципалітет в Італії, у регіоні Венето, провінція Беллуно.
Колле-Санта-Лучія розташоване на відстані близько 510 км на північ від Рима, 120 км на північ від Венеції, 38 км на північний захід від Беллуно.
Населення — 371 особа (2014).

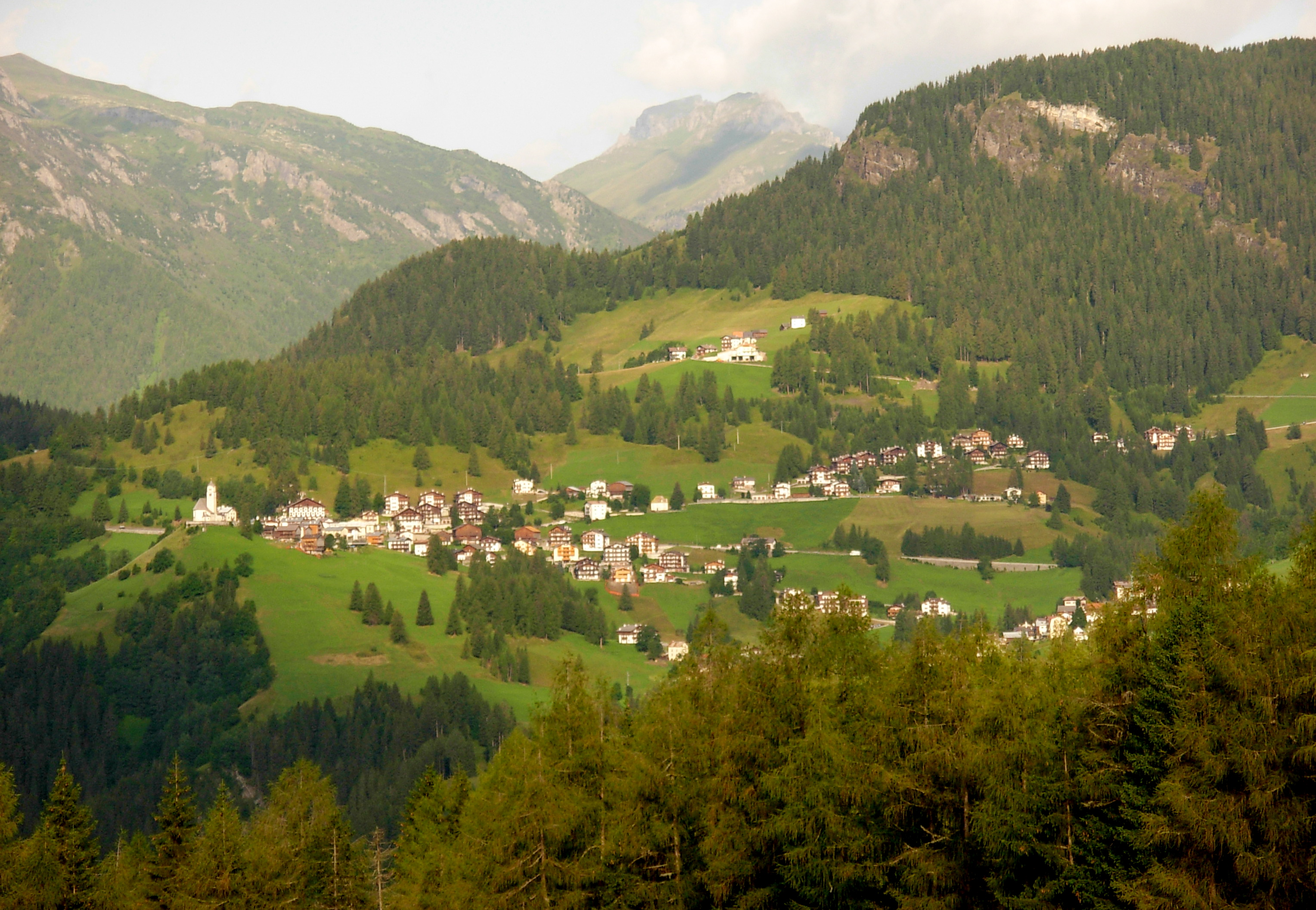

Щорічний фестиваль відбувається 13 грудня. Покровитель — Santa Lucia.

## Демографія
Населення за роками:

Станом на 1 січня 2023 року в муніципалітеті офіційно проживали 2 іноземці (громадяни Румунії).

## Доходи від камери контролю швидкості
Колле-Санта-Лучія розташоване на перевалі між Кортіна-д'Ампеццо і Сельва-ді-Кадоре і через нього значний рух транспорту. Біля муніципалітету встановлена єдина камера контролю швидкості. Через перевищення максимальної швидкості (50 км/год) мотоциклістами та автомобілістами, що проїжджають через Колле-Санта-Лучія з 2021 по 2023 рік отримало 1 265 822 євро доходу за рахунок штрафів.

## Сусідні муніципалітети
- Аллеге
- Кортіна-д'Ампеццо
- Лівіналлонго-дель-Коль-ді-Лана
- Рокка-П'єторе
- Сан-Віто-ді-Кадоре
- Сельва-ді-Кадоре